# 劉璣 (成化戊戌進士)
劉璣，字玉衡，山東東昌府臨清州人，軍籍，明朝政治人物。進士出身。

## 生平
早年出身縣學生，成化七年（1471年）辛卯科山東鄉試第四十八名。成化十四年（1478年）戊戌科會試第一百六十四名，殿試登進士第三甲第二百零四名。历仕兵科给事中，出为郧阳府知府，剛正自持，不避權貴。

## 家族
曾祖父劉普雲。祖父劉海。父亲劉廣。子劉夢陽，官户部郎中。